# Mammillaria halbingeri
Mammillaria halbingeri ist eine Pflanzenart aus der Gattung Mammillaria in der Familie der Kakteengewächse (Cactaceae). Das Artepitheton ehrt Christian Halbinger (1884–1976) aus Mexiko-Stadt.

## Beschreibung
Mammillaria halbingeri bildet einzelne Gruppen. Die kugeligen bis kurz zylindrischen, hellgrün gefärbten Triebe werden bis zu 10 Zentimeter hoch und 8 Zentimeter im Durchmesser groß. Die Warzen sind konisch bis eiförmig geformt und haben keinen Milchsaft. Die Axillen sind mit Wolle besetzt. Die 1 bis 2 Mitteldornen sind leicht gebogen, nadelig, glasig weiß bis gelblich weiß mit brauner Spitze und werden bis zu 0,9 Zentimeter lang. Die 21 bis 28 Randdornen sind dünn, nadelig, glasig weiß und werden 0,5 bis 0,8 Zentimeter lang.
Die trichterig geformten Blüten sind schwefelgelb mit hellrosa Rändern. Sie erreichen einen Durchmesser bis zu 1,2 Zentimeter. Die Früchte sind klein und weißlich gefärbt. Sie enthalten braune Samen.

## Verbreitung, Systematik und Gefährdung
Mammillaria halbingeri ist im mexikanischen Bundesstaat  Oaxaca verbreitet.
Die Erstbeschreibung erfolgte 1933 durch Friedrich Bödeker.  Ein nomenklatorisches Synonym ist Neomammillaria halbingeri (Boed.) Y.Itô (1981).
In der Roten Liste gefährdeter Arten der IUCN wird die Art als „Data Deficient (DD)“, d. h. mit keinen ausreichenden Daten geführt.

## Nachweise